# Wiñay Wayna

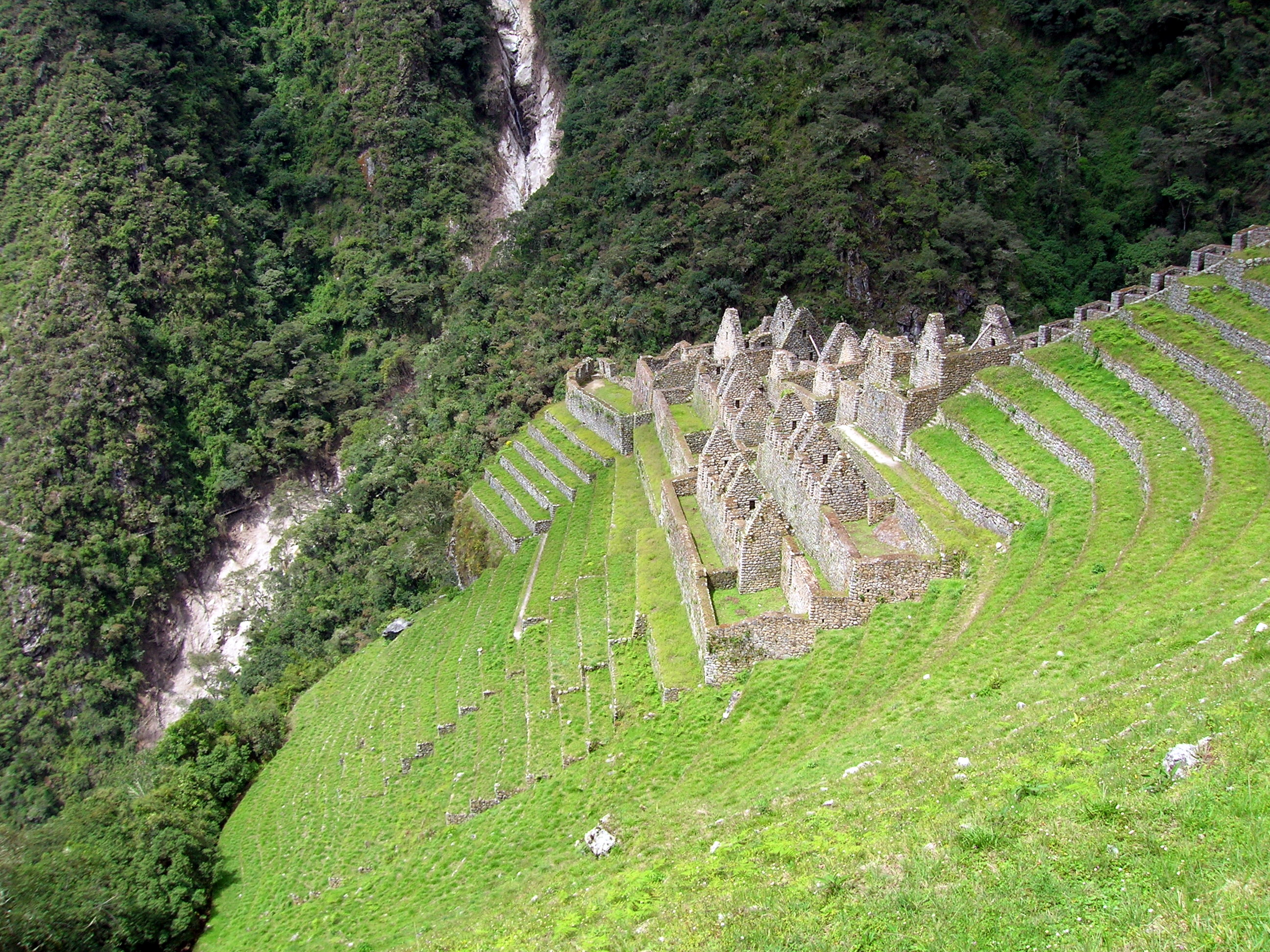
Blick auf Wiñay Wayna

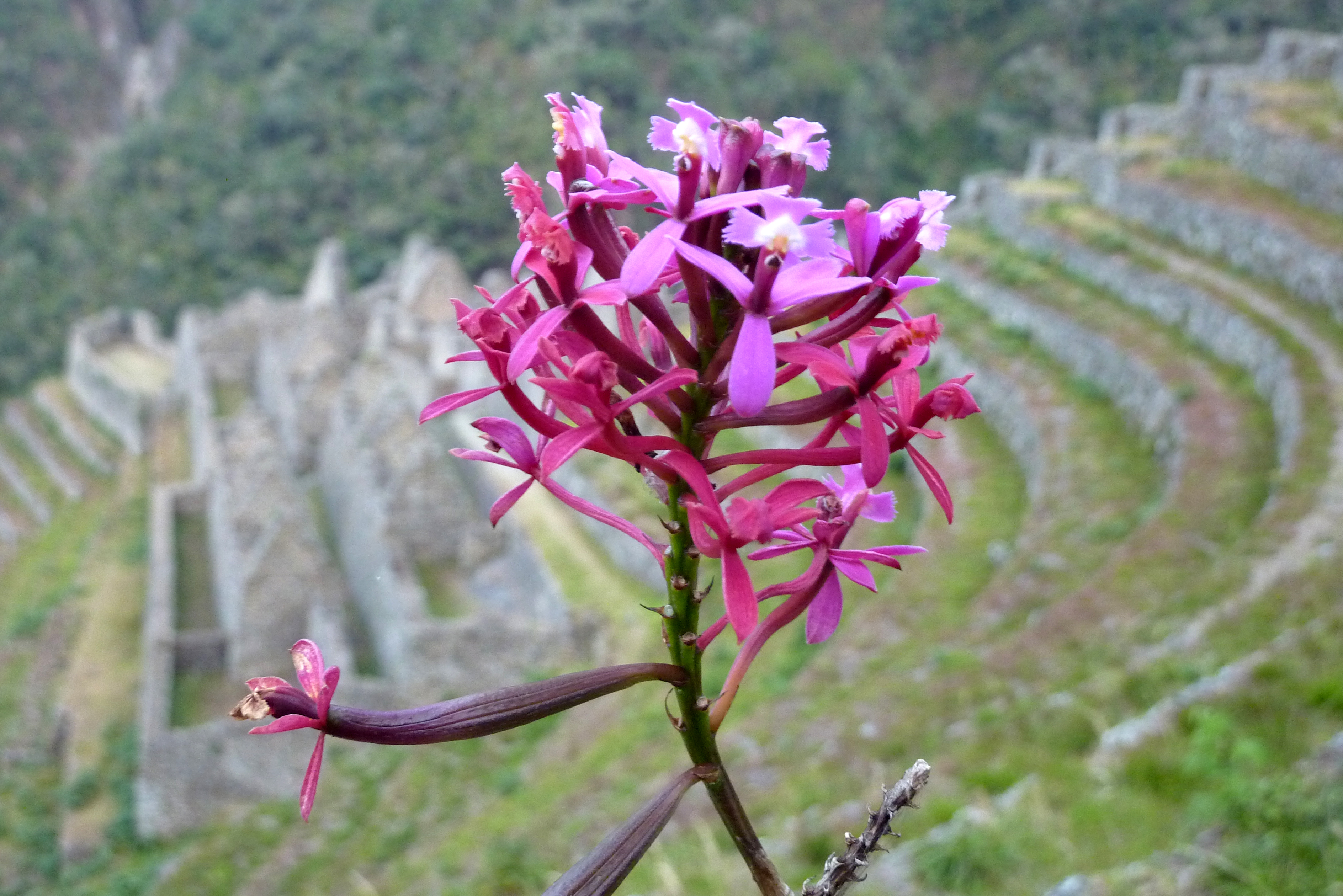
Epidendrum secundum, eine Orchidee, die auch „Wiñay Wayna“ genannt wird, vor den Ruinen

Koordinaten: 13° 11′ 34″ S, 72° 32′ 11″ W
Wiñay Wayna (2650 m), auch Huynay Huayna genannt, ist eine Inka-Ruine entlang des Inka-Weges zwischen Cusco und Machu Picchu und oberhalb des Flusses Río Urubamba. Sie liegt innerhalb des Schutzgebietes Santuario Histórico de Machupicchu.
Die Ruine besteht aus zwei Sektionen, die über eine Brücke verbunden sind und über ein gemeinsames Bewässerungssystem verfügten. Außerhalb des mit Häusern bebauten Bereichs wurden auf Terrassen Lebensmittel angebaut.
Wiñay Wayna heißt in der Sprache Quechua „für immer jung“.